# Ousmane Dembélé
Masour Ousmane Dembélé (phát âm tiếng Pháp: [masuʁ usman dɛmbele]; sinh ngày 15 tháng 5 năm 1997) là một cầu thủ bóng đá chuyên nghiệp người Pháp hiện đang thi đấu ở vị trí tiền đạo cho câu lạc bộ Ligue 1 Paris Saint-Germain và đội tuyển bóng đá quốc gia Pháp.
Dembélé bắt đầu sự nghiệp của mình tại Rennes trước khi gia nhập Borussia Dortmund vào năm 2016. Anh đã giành được DFB-Pokal cùng với Dortmund trong mùa giải 2016–17, ghi một bàn thắng trong trận chung kết. Một năm sau, anh chuyển đến Barcelona với mức phí ban đầu là 105 triệu euro, trở thành cầu thủ đắt giá thứ hai vào thời điểm đó cùng với người đồng hương Paul Pogba. Dembélé sau đó đã giành được cú đúp La Liga và Copa del Rey trong mùa giải đầu tiên bị chấn thương ở Tây Ban Nha.
Sau 20 lần khoác áo đội tuyển Pháp và ghi được 5 bàn thắng ở cấp độ trẻ, Dembélé đã có trận ra mắt quốc tế cấp chuyên nghiệp cho Pháp vào năm 2016. Anh là thành viên của đội tuyển Pháp đã vô địch FIFA World Cup 2018, đồng thời góp mặt tại UEFA Euro 2020, FIFA World Cup 2022 và UEFA Euro 2024.

## Đầu đời
Dembélé sinh ra tại Vernon, Eure, ở Normandy. Mẹ anh là người Mauritanie-Sénégal đến từ Waly Diantang, trong khi cha anh là người Malian. Anh bước những bước đầu tiên trong sự nghiệp bóng đá ở gần Évreux, đầu tiên là ở ALM Évreux và sau đó là Évreux FC 27 trong độ tuổi từ 12 đến 13.

## Sự nghiệp câu lạc bộ

### Rennes

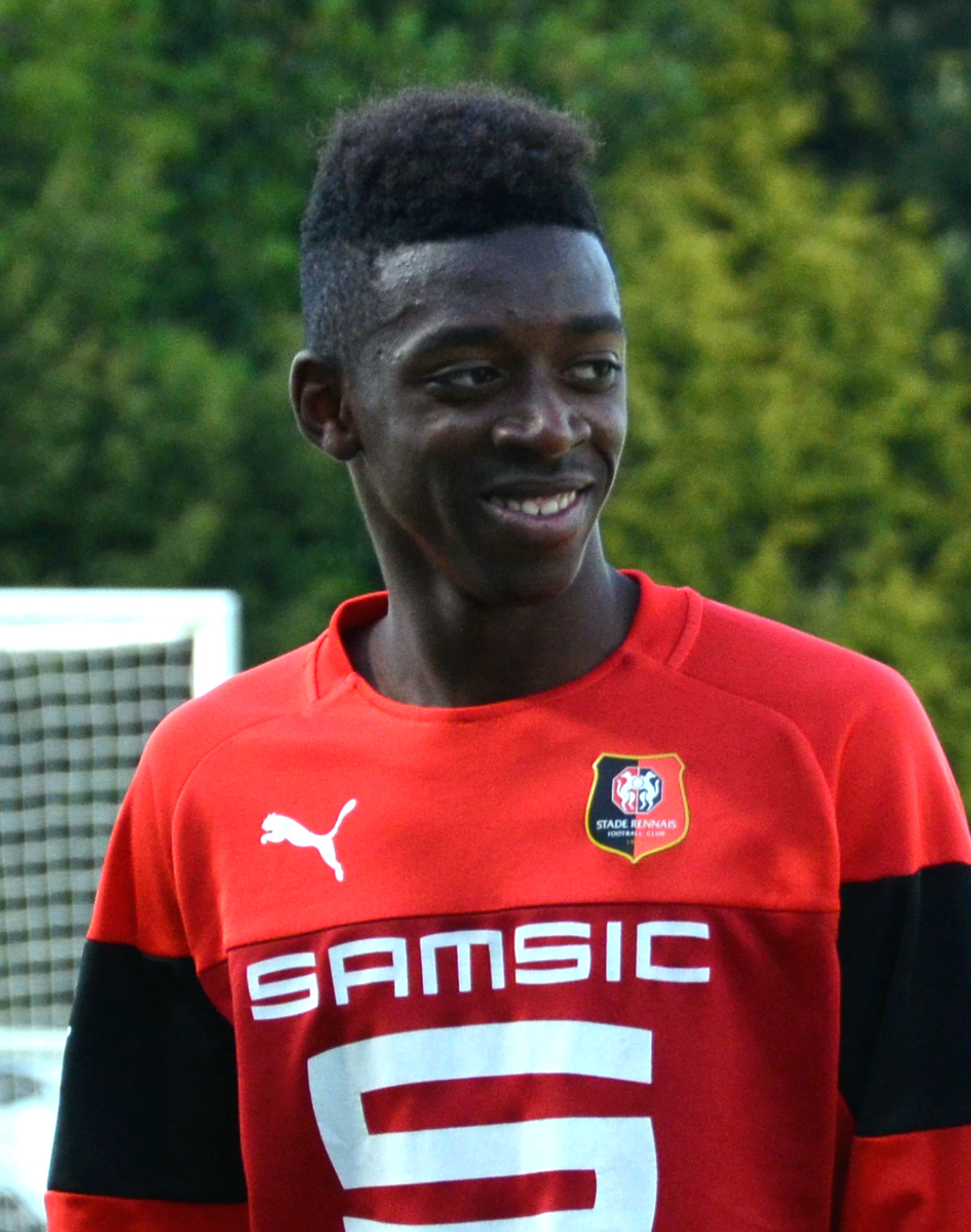
Dembélé với Rennes năm 2015

Dembélé có màn ra mắt cấp cao cho Rennes' ở đội dự bị Championnat de France Amateur, vào ngày 6 tháng 9 năm 2014, vào sân thay người ở phút thứ 78 cho Zana Allée. Anh ấy đã kiến tạo Alseny Kourouma một cách hiệu quả cho bàn thắng thứ hai trong chiến thắng 2–0 trên sân nhà trước đội dự bị của đối thủ Breton Guingamp. Vào ngày 9 tháng 11, anh ghi bàn thắng đầu tiên trong sự nghiệp, một lần nữa vào sân từ băng ghế dự bị trong trận đấu tại Stade de la Piverdière, lần này là trước đội dự bị của Laval. Anh ấy đã ghi tổng cộng 13 bàn sau 18 trận trong mùa giải đầu tiên của mình, bao gồm hat-trick vào ngày 16 tháng 5 năm 2015 trong chiến thắng 6–1 trước Hérouville.
Vào ngày 6 tháng 11 năm 2015, Dembélé có màn ra mắt chuyên nghiệp cho đội một của Rennes ở Ligue 1 trước Angers, vào thay Kamil Grosicki trong năm phút cuối trận. Vào ngày 22 tháng 11, anh ghi bàn thắng đầu tiên tại Ligue 1 cho đội một trước Bordeaux, mở ra trận hòa 2–2 tại Roazhon Park. Vào ngày 9 tháng 1 năm 2016, Dembélé lại ghi bàn cho Rennes, khi họ dẫn trước 0–2 để hòa 2–2 trước các đối thủ trong khu vực Lorient trên sân nhà. Vào ngày 6 tháng 3, anh ghi hat-trick đầu tiên tại Ligue 1 trong chiến thắng 4–1 trước Nantes tại Derby Breton.
Giám đốc thể thao Mikaël Silvestre của Rennes đã so sánh Dembélé với Cristiano Ronaldo, người mà ông đã thấy khi đến Manchester United cùng độ tuổi.

### Borussia Dortmund

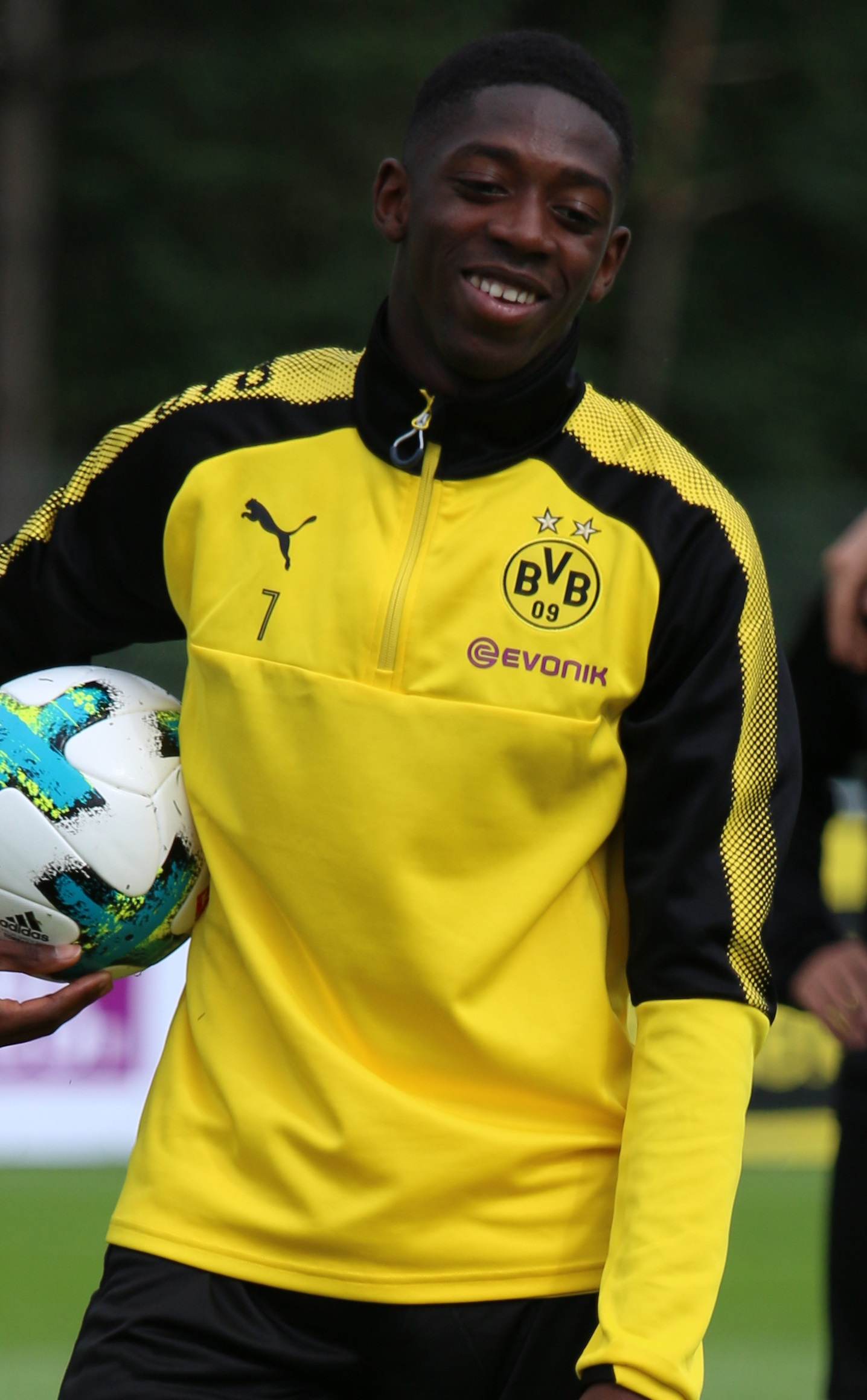
Dembele tập luyện với Borussia Dortmund năm 2017

Vào ngày 12 tháng 5 năm 2016, Dembélé ký hợp đồng 5 năm với câu lạc bộ Đức Borussia Dortmund, có hiệu lực từ ngày 1 tháng 7. Vào ngày 14 tháng 8, anh ra mắt trong trận thua 2–0 trước Bayern Munich ở DFL-Supercup. Anh đã ghi bàn thắng đầu tiên cho Dortmund vào ngày 20 tháng 9, trong cuộc chạm trán tại Bundesliga với VfL Wolfsburg, mà Dortmund đã thắng 5–1 tại Volkswagen Arena. Vào ngày 22 tháng 11, anh ghi bàn thắng Champions League đầu tiên trong sự nghiệp của mình khi câu lạc bộ Đức đánh bại Legia Warsaw 8–4 trong một trận đấu ở vòng bảng.
Vào ngày 26 tháng 4 năm 2017, Dembélé đã kiến tạo bàn thắng cho Aubameyang và ghi bàn ấn định chiến thắng ở phút 74 trước Bayern Munich trong trận bán kết DFB-Pokal, giúp Dortmund giành cúp cuối cùng. Trong trận đấu quyết định vào ngày 27 tháng 5, anh ấy đã ghi bàn thắng đầu tiên trong chiến thắng 2–1 khi Dortmund giành danh hiệu lớn đầu tiên sau 5 năm bằng chiến thắng Chung kết DFB-Pokal 2017 trước Eintracht Frankfurt. Dembélé sau đó được vinh danh là Cầu thủ của trận đấu. Sau khi kết thúc mùa giải, Dembélé được xướng tên vào Đội hình tiêu biểu của mùa giải Bundesliga và được trao giải Tân binh của mùa giải.

### Barcelona

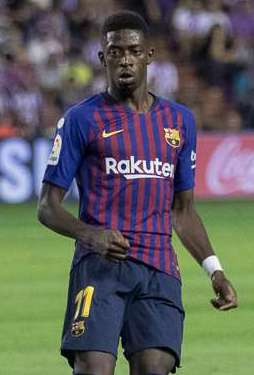
Dembélé thi đấu cho Barcelona năm 2018

Vào ngày 25 tháng 8 năm 2017, câu lạc bộ La Liga Barcelona thông báo rằng họ đã đạt được thỏa thuận ký hợp đồng với Dembélé với giá 105 triệu euro cộng với 40 triệu euro được báo cáo. Vào ngày 28 tháng 8, anh ấy đã kiểm tra y tế và ký hợp đồng 5 năm, với điều khoản mua đứt của anh ấy là 400 triệu euro. Barcelona vừa bán Neymar cho Paris Saint-Germain với giá 222 triệu euro, vì vậy thỏa thuận này có nghĩa là Dembélé trở thành cầu thủ đồng đắt giá thứ hai (tính bằng euro), cùng với Paul Pogba. Rennes đã nhận được 20 triệu euro được báo cáo từ Borussia Dortmund sau vụ bán, và Évreux 27 cũng là một phần của khoản phí. Anh được trao chiếc áo số 11 mà Neymar đã mặc trước đó.
Dembélé có màn ra mắt vào ngày 9 tháng 9 khi vào sân thay người ở phút thứ 68 cho Gerard Deulofeu trong chiến thắng 5–0 Derbi barceloní trước Espanyol tại Camp Nou, kiến tạo bàn thắng cuối cùng của Luis Suárez. Ở giải đấu đầu tiên của anh ấy bắt đầu tám ngày sau đó tại Getafe, anh bị chấn thương gân kheo và phải nghỉ thi đấu 4 tháng. Anh đã được thông báo y tế hoàn toàn bình thường vào ngày 2 tháng 1 năm 2018, nhưng vài tuần sau, anh ấy lại dính chấn thương trước Real Sociedad và phải nghỉ thi đấu tới 4 tuần.
Vào ngày 14 tháng 3 năm 2018, Dembélé ghi bàn thắng đầu tiên cho Barcelona, ghi bàn thắng thứ hai trong chiến thắng 3–0 ở lượt về ở vòng 16 đội Champions League trước Chelsea. Vào ngày 17 tháng 4, anh ghi bàn thắng đầu tiên tại La Liga, bàn mở tỷ số trong trận hòa 2–2 chung cuộc với Celta Vigo. Vào ngày 9 tháng 5, Dembélé ghi hai bàn, đánh dấu cú đúp đầu tiên trong sự nghiệp ở Barcelona của anh, trong chiến thắng 5–1 trên sân nhà trước Villarreal. Dembélé đã giành được cả hai huy chương Copa del Rey và La Liga trong mùa giải đầu tiên của anh ở Tây Ban Nha, với cầu thủ 20 tuổi ghi bốn bàn sau 24 lần ra sân trên mọi đấu trường.
Vào ngày 12 tháng 8 năm 2018, Dembélé đã ghi bàn thắng quyết định vào lưới Sevilla tại Supercopa de España, trong chiến thắng chung cuộc 2–1 giúp Barcelona giành danh hiệu Supercopa de España lần thứ 13. Anh đã mở đầu bảng tổng hợp bàn thắng của mùa giải La Liga bằng cách ghi bàn thắng duy nhất của trận đấu với Real Valladolid, vào ngày 25 tháng 8, trên sân khách Estadio José Zorrilla. Vào ngày 18 tháng 9, Dembélé ghi bàn thắng đầu tiên tại Champions League mùa giải, giúp Barcelona đánh bại PSV 4–0 tại Camp Nou. Vào ngày 4 tháng 11, anh đã truyền cảm hứng cho Barcelona lội ngược dòng 3–2 trước Rayo Vallecano, ghi bàn gỡ hòa 2–2 bằng một cú volley ở phút 87. Vào ngày 11 tháng 12, anh đã ghi một bàn thắng solo đáng chú ý vào lưới Tottenham Hotspur vượt qua nhiều hậu vệ, kết thúc bằng một cú sút chân trái lạnh lùng vượt qua Hugo Lloris. Anh đã giành được Bàn thắng đẹp nhất trong tuần của UEFA Champions League cho bàn thắng đó. Sau trận đấu, huấn luyện viên của Barcelona Ernesto Valverde đã khen ngợi cầu thủ trẻ, nói rằng "Cậu ấy đã ghi một bàn thắng tuyệt vời, nằm trong tầm với của những cầu thủ bằng tài năng của mình."
Dembélé dính chấn thương gân khoeo trái trong trận mở màn của mùa giải La Liga 2019–20, thất bại 0–1 trước Athletic Bilbao, và dự kiến nghỉ thi đấu 5 tuần. Vào tháng 2 năm 2020, anh bị rách gân khoeo nghiêm trọng và sau cuộc phẫu thuật, anh dự kiến sẽ không thể trở lại trong sáu tháng. Điều này có nghĩa là mặc dù mùa giải bị kéo dài do đại dịch COVID-19, anh sẽ bỏ lỡ phần còn lại của mùa giải.
Vào ngày 28 tháng 10 năm 2020, Dembélé ghi bàn thắng đầu tiên trong mùa giải tại Champions League trong chiến thắng 2–0 trước Juventus.
Vào ngày 10 tháng 5 năm 2022, Dembélé đã có hai pha kiến tạo trong chiến thắng 3–1 trên sân nhà trước Celta Vigo. Đó là pha kiến tạo thứ 10 và 11 của anh ấy vào năm 2022. Anh kết thúc mùa giải La Liga 2021–22 với tư cách là cầu thủ kiến tạo hàng đầu của giải đấu với 13 đường kiến tạo.
Vào ngày 14 tháng 7 năm 2022, Dembélé gia hạn hợp đồng với Barcelona đến ngày 30 tháng 6 năm 2024. Điều khoản giải phóng của anh được đặt thành 50 triệu euro, và sau đó tăng lên 100 triệu euro vào ngày 1 tháng 8 năm 2023.

## Sự nghiệp quốc tế

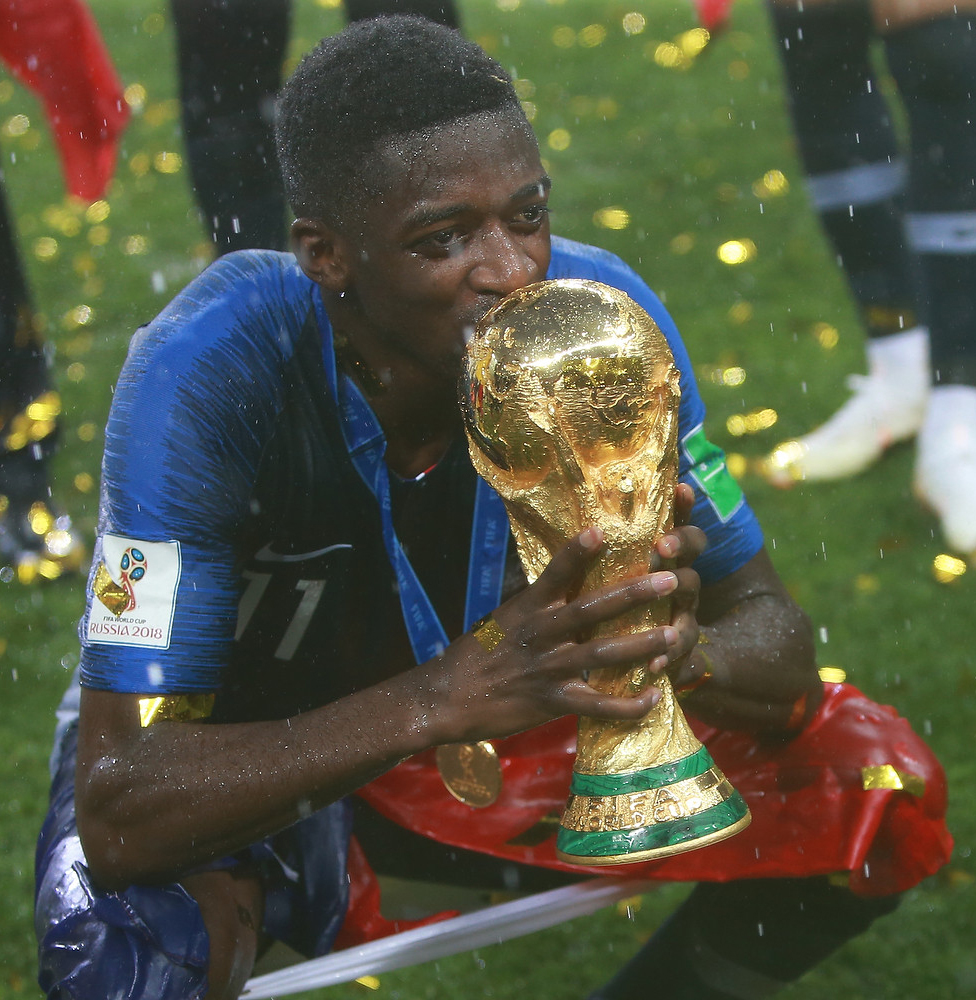
Dembélé sau khi vô địch FIFA World Cup 2018 với Pháp

Dembélé được triệu tập vào đội tuyển cấp cao Pháp lần đầu tiên đối đầu với Ý và Belarus vào tháng 8 năm 2016 sau khi Alexandre Lacazette và Nabil Fekir rút lui vì chấn thương. Anh ra mắt vào ngày 1 tháng 9 trong trận đấu với đội cũ tại Sân vận động San Nicola, thay thế Antoine Griezmann trong 27 phút cuối cùng của chiến thắng giao hữu 3–1 trước Ý. Vào ngày 13 tháng 6 năm 2017, Dembélé ghi bàn thắng đầu tiên cho Pháp trong chiến thắng giao hữu 3–2 trước Anh.
Ngày 17 tháng 5 năm 2018, anh được triệu tập vào đội tuyển Pháp gồm 23 người tham dự FIFA World Cup 2018 tại Nga. Vào ngày 15 tháng 7, anh không được vào sân thay người khi Pháp đánh bại Croatia 4–2 trong trận chung kết.
Anh được gọi vào đội tuyển Pháp tham dự FIFA World Cup 2022 ở Qatar, nơi anh chơi tất cả các trận khi Pháp kết thúc giải đấu với tư cách á quân. Dembélé đá chính trận chung kết nhưng vô tình trở thành người phải chịu một quả phạt đền trong hiệp một và bị thay ra ở phút 41.

## Đời tư
Dembele là một người theo đạo Hồi. Anh kết hôn với một phụ nữ Maroc theo nghi lễ truyền thống của người Maroc ở Pháp vào tháng 12 năm 2021. Họ có một con gái, sinh tháng 9 năm 2022. Anh ấy là cổ động viên của câu lạc bộ EFL Championship Leeds United.
Vào tháng 7 năm 2021, Dembélé bị lên án là kẻ phân biệt chủng tộc, khi đoạn video quay cảnh anh cùng với đồng đội Antoine Griezmann lan truyền trên mạng, trong đó người ta thấy anh đưa ra những bình luận mang tính phân biệt chủng tộc chống lại các kỹ thuật viên Nhật Bản trong phòng khách sạn của họ. Khi các kỹ thuật viên dường như đang khắc phục sự cố tivi trong phòng, Dembélé đã bình luận về Griezmann bằng tiếng Pháp, nói rằng "Tất cả những khuôn mặt xấu xí này, chỉ để bạn có thể chơi PES, bạn không xấu hổ sao?", tiếp tục với "Ngôn ngữ quái gì vậy?" trước khi phóng to trong khi cười trên khuôn mặt của một trong những kỹ thuật viên, nói rằng "Ở nước bạn, công nghệ của bạn có tiên tiến hay không?".

## Thống kê sự nghiệp

### Câu lạc bộ
Tính đến ngày 13 tháng 7 năm 2025
| Câu lạc bộ          | Mùa giải            | Giải đấu            | Giải đấu | Giải đấu | Cúp quốc gia | Cúp quốc gia | Cúp liên đoàn | Cúp liên đoàn | Châu Âu | Châu Âu | Khác | Khác | Tổng cộng | Tổng cộng |
| Câu lạc bộ          | Mùa giải            | Hạng đấu            | Trận     | Bàn      | Trận         | Bàn          | Trận          | Bàn           | Trận    | Bàn     | Trận | Bàn  | Trận      | Bàn       |
| ------------------- | ------------------- | ------------------- | -------- | -------- | ------------ | ------------ | ------------- | ------------- | ------- | ------- | ---- | ---- | --------- | --------- |
| Rennes II           | 2014–15             | CFA                 | 18       | 13       | —            | —            | —             | —             | —       | —       | —    | —    | 18        | 13        |
| Rennes II           | 2015–16             | CFA                 | 4        | 0        | —            | —            | —             | —             | —       | —       | —    | —    | 4         | 0         |
| Rennes II           | Tổng cộng           | Tổng cộng           | 22       | 13       | —            | —            | —             | —             | —       | —       | —    | —    | 22        | 13        |
| Rennes              | 2015–16             | Ligue 1             | 26       | 12       | 2            | 0            | 1             | 0             | —       | —       | —    | —    | 29        | 12        |
| Borussia Dortmund   | 2016–17             | Bundesliga          | 32       | 6        | 6            | 2            | —             | —             | 10      | 2       | 1    | 0    | 49        | 10        |
| Borussia Dortmund   | 2017–18             | Bundesliga          | 0        | 0        | 0            | 0            | —             | —             | 0       | 0       | 1    | 0    | 1         | 0         |
| Borussia Dortmund   | Tổng cộng           | Tổng cộng           | 32       | 6        | 6            | 2            | —             | —             | 10      | 2       | 2    | 0    | 50        | 10        |
| Barcelona           | 2017–18             | La Liga             | 17       | 3        | 3            | 0            | —             | —             | 3       | 1       | —    | —    | 23        | 4         |
| Barcelona           | 2018–19             | La Liga             | 29       | 8        | 4            | 2            | —             | —             | 8       | 3       | 1    | 1    | 42        | 14        |
| Barcelona           | 2019–20             | La Liga             | 5        | 1        | 0            | 0            | —             | —             | 4       | 0       | 0    | 0    | 9         | 1         |
| Barcelona           | 2020–21             | La Liga             | 30       | 6        | 6            | 2            | —             | —             | 6       | 3       | 2    | 0    | 44        | 11        |
| Barcelona           | 2021–22             | La Liga             | 21       | 1        | 1            | 1            | —             | —             | 9       | 0       | 1    | 0    | 32        | 2         |
| Barcelona           | 2022–23             | La Liga             | 25       | 5        | 2            | 2            | —             | —             | 6       | 1       | 2    | 0    | 35        | 8         |
| Barcelona           | Tổng cộng           | Tổng cộng           | 127      | 24       | 16           | 7            | —             | —             | 36      | 8       | 6    | 1    | 185       | 40        |
| Paris Saint-Germain | 2023–24             | Ligue 1             | 26       | 3        | 4            | 1            | —             | —             | 11      | 2       | 1    | 0    | 42        | 6         |
| Paris Saint-Germain | 2024–25             | Ligue 1             | 29       | 21       | 4            | 3            | —             | —             | 15      | 8       | 5    | 3    | 53        | 35        |
| Paris Saint-Germain | 2025–26             | Ligue 1             | 0        | 0        | 0            | 0            | —             | —             | 0       | 0       | 0    | 0    | 0         | 0         |
| Paris Saint-Germain | Tổng cộng           | Tổng cộng           | 55       | 24       | 8            | 4            | —             | —             | 26      | 10      | 6    | 3    | 95        | 41        |
| Tổng cộng sự nghiệp | Tổng cộng sự nghiệp | Tổng cộng sự nghiệp | 262      | 79       | 32           | 13           | 1             | 0             | 72      | 20      | 14   | 4    | 381       | 116       |

1. ↑  Bao gồm Coupe de France, DFB-Pokal, Copa del Rey
2. ↑  Bao gồm Coupe de la Ligue
3. 1 2 3 4 5 6 7 8  Số lần ra sân tại UEFA Champions League
4. 1 2  Ra sân tại DFL-Supercup
5. 1 2 3 4  Số lần ra sân tại Supercopa de España
6. ↑  Ba lần ra sân tại UEFA Champions League, sáu lần ra sân tại UEFA Europa League
7. ↑  Ra sân tại Trophée des Champions
8. ↑  Một lần ra sân và một bàn thắng tại Trophée des Champions, bốn lần ra sân và hai bàn thắng tại FIFA Club World Cup

### Quốc tế
Tính đến ngày 5 tháng 6 năm 2025
| Đội tuyển quốc gia | Năm       | Trận | Bàn |
| ------------------ | --------- | ---- | --- |
| Pháp               | 2016      | 3    | 0   |
| Pháp               | 2017      | 4    | 1   |
| Pháp               | 2018      | 14   | 1   |
| Pháp               | 2021      | 6    | 2   |
| Pháp               | 2022      | 8    | 0   |
| Pháp               | 2023      | 7    | 1   |
| Pháp               | 2024      | 11   | 1   |
| Pháp               | 2025      | 3    | 1   |
| Tổng cộng          | Tổng cộng | 56   | 7   |

Tính đến ngày 23 tháng 3 năm 2025
Tỷ số và kết quả liệt kê bàn thắng của Pháp được tính trước, cột tỷ số cho biết tỷ số sau mỗi bàn thắng của Dembélé.
| # | Ngày                 | Địa điểm                             | Trận | Đối thủ    | Tỷ số | Kết quả              | Giải đấu                      |
| - | -------------------- | ------------------------------------ | ---- | ---------- | ----- | -------------------- | ----------------------------- |
| 1 | 13 tháng 6 năm 2017  | Stade de France, Saint-Denis, Pháp   | 7    | Anh        | 3–2   | 3–2                  | Giao hữu                      |
| 2 | 1 tháng 6 năm 2018   | Allianz Riviera, Nice, Pháp          | 11   | Ý          | 3–1   | 3–1                  | Giao hữu                      |
| 3 | 28 tháng 3 năm 2021  | Astana Arena, Nur-Sultan, Kazakhstan | 23   | Kazakhstan | 1–0   | 2–0                  | Vòng loại FIFA World Cup 2022 |
| 4 | 2 tháng 6 năm 2021   | Allianz Riviera, Nice, Pháp          | 24   | Wales      | 3–0   | 3–0                  | Giao hữu                      |
| 5 | 21 tháng 11 năm 2023 | Allianz Riviera, Nice, Pháp          | 42   | Gibraltar  | 10–0  | 14–0                 | Vòng loại UEFA Euro 2024      |
| 6 | 9 tháng 9 năm 2024   | Parc Olympique Lyonnais, Lyon, Pháp  | 51   | Bỉ         | 2–0   | 2–0                  | UEFA Nations League 2024–25   |
| 7 | 23 tháng 3 năm 2025  | Stade de France, Saint-Denis, Pháp   | 55   | Croatia    | 2–0   | 2–0 (s.h.p.) (5–4 p) | UEFA Nations League 2024–25   |

## Danh hiệu
Borussia Dortmund
- DFB-Pokal: 2016–17

Barcelona
- La Liga: 2017–18, 2018–19, 2022–23
- Copa del Rey: 2017–18, 2020–21
- Supercopa de España: 2018, 2022–23

Paris Saint-Germain
- Ligue 1: 2023–24,[79] 2024–25[80]
- Coupe de France: 2023–24,[81] 2024–25[82]
- Trophée des Champions: 2023,[83] 2024[84]
- UEFA Champions League: 2024–25[85]
- UEFA Super Cup: 2025[86]
- FIFA Club World Cup á quân: 2025[87]

Pháp
- FIFA World Cup: 2018
- UEFA Nations League: 2020–21

Cá nhân
- Cầu thủ trẻ xuất sắc nhất năm của Ligue 1: 2015–16[88]
- Đội hình trẻ xuất sắc nhất UEFA Champions League: 2016[89]
- Cầu thủ xuất sắc nhất trong tháng của Ligue 1: Tháng 3 năm 2016
- Cầu thủ trẻ xuất sắc nhất mùa giải của Bundesliga: 2016–17[22]
- Đội hình xuất sắc nhất mùa giải Bundesliga: 2016-17[21]